# المادة المظلمة (رواية كراوتش)
المادة المظلمة (بالإنجليزية: Dark Matter)‏ هي رواية خيال علمي مثيرة للكاتب الأمريكي بليك كراوتش، نُشرت لأول مرة في الولايات المتحدة في يوليو 2016 بواسطة مجموعة كراون للنشر. تدور القصة حول فيزيائي يُختطف ويُرسل إلى عالم موازٍ حيث تتكشف نسخة أخرى من حياته بسبب اختيار مختلف اتخذه قبل خمسة عشر عامًا. يعتمد الكتاب على تفسير العوالم المتعددة لميكانيكا الكم والتي تفترض أن كل نتيجة ممكنة لكل حدث تخلق كونًا أو عالمًا جديدًا يسير بالتوازي مع عالمنا.
تلقت رواية المادة المظلمة آراء متباينة من النقاد، وتم ترشيحها لجوائز التكنولوجيا العالمية لعام 2016. تم عرض نسخة تلفزيونية مقتبسة جزئيًا من الرواية، كتبها كراوتش، لأول مرة في 8 مايو 2024، كنسخة أصلية من أبل تي في +.

## وصلات خارجية
- ُالمادة المظلمة عنوان مُدرج في قاعدة بيانات الخيال التأملي على الإنترنت (بالإنجليزية)
- المادة المظلمة على FantasticFiction (بالإنجليزية)
- المادة المظلمة على أرشيف الإنترنت (التسجيل مطلوب) (بالإنجليزية)